# Perikles Simon
Perikles Wolfgang David Wilhelm Simon (* 11. Januar 1973 in Freiburg im Breisgau) ist ein deutscher Sportmediziner und  Arbeitsphysiologe. 
Simon promovierte im Jahr 2000 im Fach Humanmedizin an der Eberhard Karls Universität Tübingen und 2004 an der University of Pennsylvania in Philadelphia und in Tübingen in Verhaltens- und Neurobiologie. Danach war er in der ambulanten Versorgung, Diagnostik und sportmedizinischen Beratung der Abteilung für Sportmedizin in Tübingen tätig. 2008 wurde er als Professor an die Johannes Gutenberg-Universität Mainz berufen, wo er seit 2009 die Abteilung für Sportmedizin leitet. Schwerpunkt seiner Forschungstätigkeit sind die genetischen Voraussetzungen und molekularen Mechanismen der körperlichen Leistungsfähigkeit und ihre Trainierbarkeit.
Von 2009 bis 2013 war Simon Mitglied im Gene Doping Pannel der World Anti-Doping Agency (WADA). Er war als Forscher und Experte zum Thema Doping in den Medien vielfach präsent. Seit 2017 zog sich Simon aus der Dopingberichterstattung zunehmend zurück. Zuletzt gelang es ihm zusammen mit einer internationalen Forschergruppe eine erschreckend hohe Dunkelziffer für Doping im Internationalen Spitzensport von über 40 % zu ermitteln. Die Veröffentlichung speziell dieser Arbeit wurde seitens der organisierten Sports jahrelang blockiert und schließlich zum Gegenstand einer Anhörung im britischen Parlament. In Anbetracht erheblicher struktureller Defizite im Anti-Dopingkampf widmet sich Simon vermehrt gesellschaftlich relevanten Themen in der Krebsfrüherkennung und der internetbasierten Sporttherapie.